# Bill Lobley

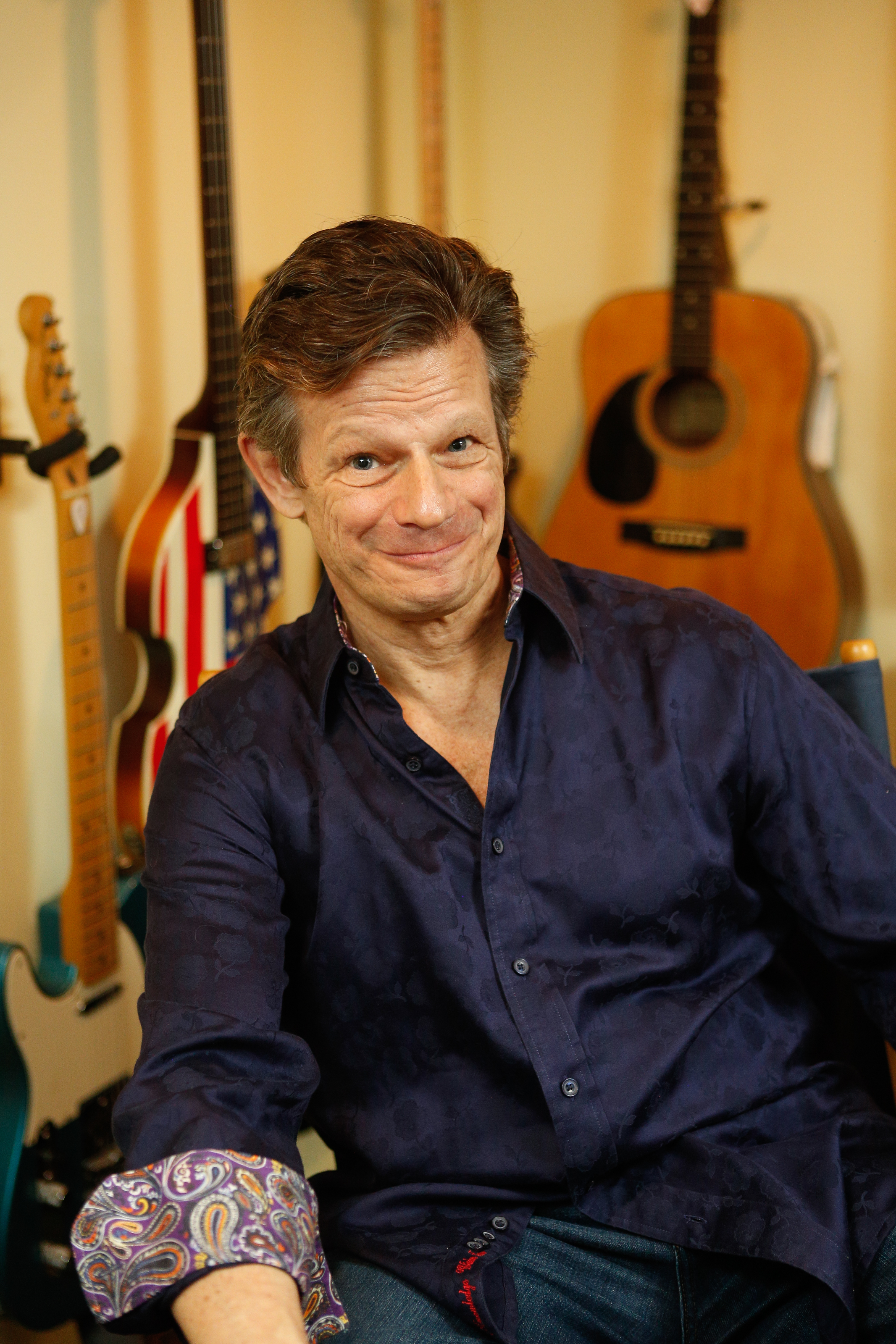
Bill Lobley (2023)

Bill Lobley (* 11. November 1960 in Bronxville, New York, USA) ist ein US-amerikanischer Schauspieler und Synchronsprecher, der vor allem Videospiele und Kurzfilme synchronisiert.

## Leben
Bill Lobley wurde am 11. November 1960 in Bronxville geboren. Er besuchte die Fordham University und studierte dort Film und Fernsehen. Er begann seine Karriere mit Sketchen und Improvisationen. Seit 1992 ist er mit Pamela Woodruff Lobley verheiratet. Von 1999 bis 2002 sprach er die Werbespots des Margarine-Herstellers Parkay. Von 1998 bis 2000 war er außerdem in der Reklame der Fast-Food-Kette Popeyes Louisiana Kitchen (damals Popeyes Chicken & Biscuits) zu hören. 2006 war er min der Werbung von Sealy als schlafender Postbote zu sehen. Außerdem vertonte er einige sprechende Filme als Promotion für Animal Planet. Bill Lobley ist an Kochen interessiert und erstellte eine Reihe von Comedy-Koch-Videos. Ab 2006 spezialisierte er sich auf die Synchronisierung von Videospielen und Kurzfilmen.
Bill Lobley lebt mit seiner Frau, zwei Kindern und einem Hund in New Jersey.

## Filmografie (Auswahl)
- 2001: New York Cops – NYPD Blue
- 2012: Ice Age 4

## Sprecher (Auswahl)

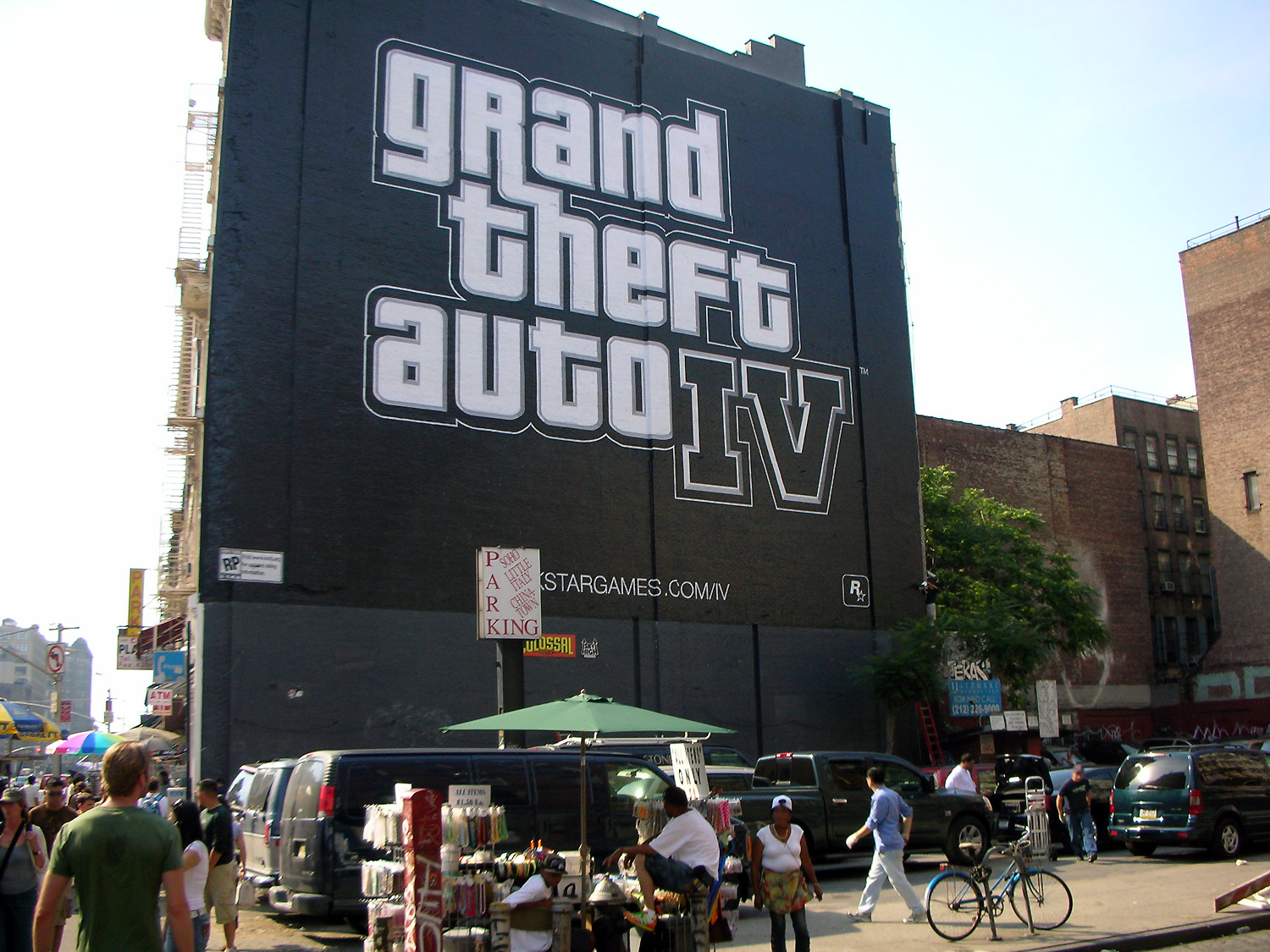
Reklame für das erfolgreiche Videospiel Grand Theft Auto IV, an dem Bill Lobley mitarbeitete.

- 2008: Grand Theft Auto IV
- 2010: Alan Wake
- 2011: L.A. Noire
- 2013: Grand Theft Auto V
- 2014: BioShock Infinite
- 2015: Just Cause 3